# Јанг Плејс (Њу Мексико)
Јанг Плејс (енгл. Young Place) насељено је место без административног статуса у америчкој савезној држави Њу Мексико.

## Демографија
По попису из 2010. године број становника је 187.
| Група             | 2000.    | 2010.       |
| Белци             | 0 (0,0%) | 108 (57,8%) |
| Афроамериканци    | 0 (0,0%) | 0 (0,0%)    |
| Азијати           | 0 (0,0%) | 2 (1,1%)    |
| Хиспаноамериканци | 0 (0,0%) | 61 (32,6%)  |
| Укупно            | 0        | 187         |